# Nedjeftet
Nedjeftet (Nḏf tt) va ser una reina egípcia de la VI dinastia. Era una esposa del rei Pepi I.
Nedjeftet apareix esmentada en relleus descoberts el 1992 al complex funerari de Pepi I, a la piràmide de la reina Inenek-Inti. El seu nom també era el de la capital dels territories dels XIII i XIV nomós, més tard conegut com el nomós d'Heracleopolis, a l'Alt Egipte; és possible que la seva família fos originària d'allà i el matrimoni hauria servit per a enfortir la posició del rei enfront de la dels senyors locals.
Els títols coneguts de Nedjeftet eren:
- Gran del ceptre d'Hetes (wrt-ḥts)
- La que veu Horus i Seth (m33t-hrw-stsh)
- Gran dels elogis (wrt-ḥzwt)
- Dona del Rei (ḥmt-niswt)
- Dona del Rei, la seva estimada (ḥmt-niswt meryt.f)
- Assistent d'Horus (ḫt-ḥrw).